# Xã Frankstown, Quận Blair, Pennsylvania
Xã Frankstown (tiếng Anh: Frankstown Township) là một xã thuộc quận Blair, tiểu bang Pennsylvania, Hoa Kỳ. Năm 2010, dân số của xã này là 7.381 người.